# Echus Montes
Echus Montes est un ensemble de sommets isolés sur la planète Mars situé par 7,133° N, 282° E.